# Världsmästerskapet i volleyboll för damer 1967
Världsmästerskapet 1967 i volleyboll för damer hölls 25-27 januari 1967 i Tokyo, Japan. Det var den femte upplagan av turneringen, som organiseras av FIVB, och fyra lag deltog. Japan vann tävlingen, som spelades som ett gruppspel, för andra gången och blev världsmästare.
Tävlingen skulle ursprungligen hållits 12-29 oktober 1966 i Lima, Peru, men kom att skjutas upp då de avsade sig värdskapet. Den nya värden, Japan, erkände inte Östtyskland och Nordkorea under deras formella namn, Deutsche Demokratische Republik och 조선민주주의인민공화국 (lat. Chosŏn Minjujuŭi Inmin Konghwaguk) och beslutade därför sig för att vare sig spela deras nationalsång eller höja deras flaggor. Detta medförde att länderna i östblocket samt Kina och Nordkorea drog sig ur och att därför enbart fyra lag kom att delta i världsmästerskapet.

## Deltagande lag
- Sydkorea
- Japan
- Peru
- USA

## Resultat

### Matcher
| Datum    | Mellan           | Resultat | Set   | Set   | Set   | Set   | Set | Poäng totalt | Speltid | Åskådare |
| Datum    | Mellan           | Resultat | 1     | 2     | 3     | 4     | 5   | Poäng totalt | Speltid | Åskådare |
| -------- | ---------------- | -------- | ----- | ----- | ----- | ----- | --- | ------------ | ------- | -------- |
| 25-01-67 | Japan - Peru     | 3 - 0    | 15:1  | 15:5  | 15:1  |       |     | 45 - 7       | -       | -        |
| 25-01-67 | USA - Sydkorea   | 3 - 1    | 15:10 | 15:7  | 7:15  | 15:9  |     | 52 - 41      | -       | -        |
| 27-01-67 | USA - Peru       | 3 - 1    | 15:3  | 11:15 | 15:9  | 15:13 |     | 56 - 40      | -       | -        |
| 27-01-67 | Japan - Sydkorea | 3 - 0    | 15:3  | 15:3  | 15:4  |       |     | 45 - 10      | -       | -        |
| 29-01-67 | Japan - USA      | 3 - 0    | 15:12 | 15:0  | 15:8  |       |     | 45 - 20      | -       | -        |
| 29-01-67 | Sydkorea - Peru  | 3 - 0    | 15:11 | 15:9  | 15:11 |       |     | 45 - 31      | -       | -        |

### Sluttabell
| Pos | Landslag | Poäng | Matcher | Matcher | Matcher   | Set   | Set       | Kvot  | Poäng | Poäng     | Kvot  |
| Pos | Landslag | Poäng | Spelade | Vunna   | Förlorade | Vunna | Förlorade | Kvot  | Vunna | Förlorade | Kvot  |
| --- | -------- | ----- | ------- | ------- | --------- | ----- | --------- | ----- | ----- | --------- | ----- |
| 1   | Japan    | 6     | 3       | 3       | 0         | 9     | 0         | MAX   | 135   | 37        | 3.648 |
| 2   | USA      | 5     | 3       | 2       | 1         | 6     | 5         | 1.200 | 128   | 126       | 1.015 |
| 3   | Sydkorea | 4     | 3       | 1       | 2         | 4     | 6         | 0.666 | 69    | 128       | 0.750 |
| 4   | Peru     | 3     | 3       | 0       | 3         | 1     | 9         | 0.111 | 78    | 146       | 0.534 |

## Slutplaceringar
| Sluttabell | Lag      | Kvalificerade för |
| ---------- | -------- | ----------------- |
|            | Japan    |                   |
|            | USA      | OS 1968           |
|            | Sydkorea | OS 1968           |
| 4          | Peru     | OS 1968           |